# Manjīl
Manjīl (persiska: منجیل, Menjīl) är en ort i Iran.   Den ligger i provinsen Gilan, i den nordvästra delen av landet, 210 km nordväst om huvudstaden Teheran. Manjīl ligger 314 meter över havet och antalet invånare är 16 028.
Terrängen runt Manjīl är kuperad åt sydväst, men åt nordost är den bergig.Runt Manjīl är det ganska glesbefolkat, med 35 invånare per kvadratkilometer. Manjīl är det största samhället i trakten. Trakten runt Manjīl består i huvudsak av gräsmarker.